# Theodore Long
Theodore Robert Rufus "Teddy" Long (* 15. September 1947 in Birmingham, Alabama) ist ein US-amerikanischer Wrestling-Darsteller, der unter anderem bei der WWE unter Vertrag stand. Bekannt wurde er hauptsächlich durch seine Tätigkeiten als Manager, Ringrichter und General Manager in den von der WWE produzierten Wrestlingshows ECW und SmackDown. Seit dem 8. November 1982 ist Long mit Stephanie Keller verheiratet, mit der er drei Kinder hat.

## Karriere

### National Wrestling Alliance und World Championship Wrestling
Long begann seine Karriere als Laufbursche für die Wrestler Tommy Rich und Abdullah the Butcher. Daraufhin wurde er 1985 unter dem Namen Teddy Long als Ringrichter bei der Jim Crockett Promotions eingesetzt. 1989 war Long der Ersatzringrichter beim Chi-Town Rumble im Chicago, Illinois, wo Ricky Steamboat die NWA World Heavyweight Championship gewann.
Kurz danach wurde er zum Heel-Charakter. Am 2. April 1989 sorgte er bei Clash of the Champions VI in New Orleans durch einen absichtlich zu schnell ausgeführten Pinfall dafür, dass Mike Rotunda und Steve Williams die NWA World Tag Team Championship gegen die Road Warriors gewannen. Zuvor verweigerte er einen Pinfall für die Road Warriors. Daraufhin wurde er innerhalb der Storyline als Ringrichter entlassen und wurde Manager.
Long wurde Manager des Tag Teams Doom, bestehend aus Ron Simmons und Butch Reed. In der Jim Crockett Promotions und der WCW managte er anschließend noch Marc Mero, One Man Gang, Norman the Lunatic, Sid Vicious, Dan Spivey, The Undertaker, Buff Bagwell, 2 Cold Scorpio, Joey Maggs, Craig Pittman, Jim Powers, Bobby Walker, Ice Train and Bobby Eaton.

### World Wrestling Federation und World Wrestling Entertainment (ab 1998)
Am 21. Dezember 1998 debütierte Long als Ringrichter bei der von der WWF produzierten Show Raw is War. 1999 war er Ringrichter beim Match zwischen Owen Hart und The Godfather, bei dem Hart bei einem fehlgeschlagenen Stunt tödlich verunglückte. Außerdem war er Ringrichter, als Darren "Droz" Drozdov bei einem misslungenen Wrestling-Manöver eine Querschnittlähmung erlitt.
Anschließend wurde er wieder als Manager, unter anderem von D'Lo Brown, Rodney Mack, Christopher Nowinski, Rosey, Mark Henry und Jazz eingesetzt. Als er zu SmackDown! gedraftet wurde, managte er Mark Jindrak.

#### General Manager von SmackDown (2004–2008)
Im Juli 2004 ersetzte Long den entlassenen Kurt Angle als General Manager. Er war der erste Afroamerikanische General Manager bei SmackDown. Direkt danach wurde er zum Face, indem er Angle eine $1000-Strafe aufbrummte, weil dieser seine Wrestling-Ausrüstung nicht dabei hatte. 2008 wechselte er zur ECW, wo mit ihm eine neue New Talent Initiative eingeleitet wurde, bei der Wrestler wie Jack Swagger, Sheamus, Kofi Kingston, Evan Bourne, Tylker Reks, Trent Baretta, Caylen Croft, DJ Gabriel, Ricky Ortiz, Gavin Spears, Braden Walker und ECW-Ringrichter Aaron Davis debütierten.
Als Teil der SmackDown vs. Raw-Fehde besiegte Long den Raw-General Manager Eric Bischoff bei Survivor Series 2005 mit der Hilfe von The Boogeyman.
Nachdem Randy Orton Rey Mysterio um dessen Titelkampf um den World Heavyweight Championship bei WrestleMania 22 betrogen hat, platzierte Long Mysterio wieder in das Match und machte daraus ein Triple-Threat-Match.
Bei Judgement Day 2006 feuerte Long Melina und John Morrison. In der darauffolgenden SmackDown!-Ausgabe feuerte er JBL, nachdem dieser die United States Championship an Bobby Lashley und das World Heavyweight Championship-Match an Rey Mysterio verloren hat.
Im April 2007 wurde Kristal Marshall die kayfabe Freundin von Long. Am 25. Mai 2007 stellte Vickie Guerrero als Assistent ein, damit er mehr Zeit mit Marshall verbringen kann. Bei der SmackDown-Episode am 22. Juni 2007 fragte Long Marshall, ob sie ihn heiraten möchte. Marshall rann weinend aus dem Ring, bejahrte die Frage aber später. Am 21. September 2007 sollte die Hochzeit bei SmackDown in Long's Heimatstadt Atlanta, Georgia stattfinden. Die Hochzeit konnte durch ständige Unterbrechungen nicht beendet werden. Long bekam in dem Moment, als er "Ja, ich will" sagen wollte, innerhalb der Storyline einen Herzinfarkt und fiel anschließend ins Koma. Die Storyline wurde nie wie geplant beendet, da Marshall die WWE kurz darauf verließ. Am 30. November 2007 kehrte er zu SmackDown als Assistent des General Managers zurück. Kurz darauf begann er eine Fehde gegen Vickie Guerrero um den Posten des General Managers. Am 16. Mai 2008 beendete er seine Rolle als Assistent des General Managers.

#### General Manager von der ECW und Rückkehr zu SmackDown (2008–2012)
Am 2. Juni 2008 wurde bekannt, dass Long ab sofort der neue General Manager der ECW ist.
Am 7. April 2009 kündigte er an, als General Manager zu SmackDown zurückzukehren, und dass Tiffany ihn bei der ECW ersetzt.
Bei Breaking Point startete Long das World Heavyweight Championship-Match zwischen CM Punk und The Undertaker neu, nachdem Undertaker seinen verbotenen Hell's Gate-Submission benutzt hat. Bei der SmackDown-Episode von 18. September 2009 wurde er vom Undertaker entführt, nachdem Long in seine Limousine gestiegen ist, in der Undertaker gewartet hat. In der folgenden Episode von SmackDown wurde Long in die Arena in einem Sarg gebracht. Daraufhin legalisierte Long wieder den Hell's Gate. Anschließend begann er eine Fehde mit Drew McIntyre. Am 7. Mai 2010 nahm er McIntyre den Intercontinental Championship weg, nachdem dieser Matt Hardy brutal angegriffen hat, und feuerte ihn anschließend.
Am 28. Mai bekam Long einen Brief von Mr. McMahon, der von McIntyre gebracht wurde. Darin stand, dass Matt Hardy bis auf weiteres suspendiert ist, nachdem er McIntyre bei Over the Limit angegriffen hat. Falls Hardy sich ihm trotzdem nähert, würde Long als General Manager von SmackDown entlassen werden.
Bei der SmackDown-Episode vom 11. Juni kündigte ein frustrierter McIntyre an, dass nächste Woche ein Match zwischen ihm und Long stattfinden wird. Falls Long nicht antritt, wird er entlassen. McIntyre gewann das Match, nachdem er Long befohlen hat, sich hinzulegen und freiwillig zu verlieren, was Long auch tat. In der darauffolgenden Woche stellte Long Matt Hardy wieder ein, um gegen McIntyre anzutreten. Nachdem Hardy das Match gewonnen hatte, kam Long in die Halle und erklärte, dass McIntyre's Arbeitsvisum ausgelaufen sei. McIntyre wurde daraufhin von Sicherheitsleuten aus der Arena gebracht. Am 9. Juli wurde McIntyre wieder eingestellt und bat Long um Verzeihung. Er nahm ihm die Entschuldigung allerdings nicht ab und steckte ihn stattdessen in ein Money in the Bank-Qualifikationsmatch gegen Kofi Kingston.
Am 21. Januar wurde Long ohnmächtig und mit einer Kopfverletzung in seinem Büro bei SmackDown gefunden. Er kehrte am 18. Februar zurück und offenbarte, dass Vickie Guerrero und Dolph Ziggler hinter dem Angriff stecken. Long feuerte Ziggler nach dessen Niederlage gegen Edge um die World Heavyweight Championship. In der darauffolgenden Woche entließ er außerdem Vickie Guerrero, nachdem sie ein Mixed Tag Team-Match verlor.
Am 25. Juli machte der neue Chief Operating Officer Triple H Zack Ryder zu Long's neuem Assistent als General Manager bei SmackDown.
Am 25. November 2011 machte Long den Titelwechsel des World Heavyweight Championships rückgängig, nachdem Daniel Bryan erfolgreich seinen Money-in-the-Bank-Briefcase gegen Mark Henry eingelöst hat, der aber von medizinischer Seite noch keine Erlaubnis bekommen hat, in einem offiziellen Match teilzunehmen.
Nach dem Pay-per-View TLC: Tables, Ladders and Chairs ersetzte Santino Marella Zack Ryder als Assistent, nachdem dieser seine erste United States Championship gewonnen hat.

#### Fehde mit John Laurinaitis und Senior Advisor bei SmackDown (2012–2013)
Am 21. Februar 2012 kritisierte der Raw Interim General Manager John Laurinaitis Long, sodass die beiden für eine Woche jeweils die Shows tauschten. Long übernahm die Raw-Episode vom 5. Mai und Laurinaitis übernahm die SmackDown-Ausgabe vom 9. Mai. Laurinaitis setzte ein Match zwischen ihm und Long an. Falls Long verliere, müsse seine Freundin Aksana in einem Match gegen Kane antreten. Long gewann das Match, nachdem Randy Orton Kane angriff und dadurch Laurinaitis ablenkte.
Bei WrestleMania XXVIII kam es zu einem 12-Mann Tag Team Match, bei dem jede Show 6 Wrestler im Namen ihrer General Manager aufstellt. Long trat für Team SmackDown unter dem Namen Team Teddy an und Laurinaitis trat für Team Raw unter dem Namen Team Johnny an. Long wählte Santino Marella als Teamkapitän aus. Außerdem wählte er noch Kofi Kingston, R-Truth, Zack Ryder, The Great Khali und Booker T für das Team SmackDown. Eine Bedingung war, dass der General Manager des Teams, das gewonnen hat, beide Shows als General Manager übernimmt. Team Johnny gewann das Match, wodurch Long als General Manager von SmackDown abgesetzt wurde.
Am 6. April 2012 wollte Long seine Abschiedsrede geben, allerdings wurde er von Laurinaitis unterbrochen, da er Long als seinen neuen Assistenten haben wollte, ansonsten stelle er seine Treuhandfonds ein, die er für Long's Enkel für dessen College angelegt hat. Long akzeptierte widerwillig.
Laurinaitis demütigte Long die nächsten Wochen, bis Laurinatisi bei No Way Out 2012 endgültig entlassen wurde und in der darauffolgenden Raw-Ausgabe von John Cena verprügelt wurde. Für den 2. und 3. Juli übernahm Long wieder den Posten des Interim General Managers bei SmackDown und Raw. Am 3. August 2012 wurde Long zum Senior Advisor des neuen SmackDown General Managers Booker T gemacht. Nachdem sich Long und Bookter T anfangs gut verstanden haben, zeigte sich Booker T ab März 2013 öfters verärgert über Long, nachdem dieser ohne seine Erlaubnis Matches sowohl bei Raw als auch bei SmackDown angesetzt hat. Ab Mitte April übernahm er SmackDown vorübergehend wieder alleine, nachdem Booker T wegen einer Operation abwesend war. Am 19. Juli 2012 wurde Vickie Guerrero zum neuen General Manager von SmackDown ernannt und Long wurde aus dem Gebäude begleitet.
Am 12. Juni 2014 wurde Long von der WWE entlassen.
Bei der Raw-Ausgabe am 6. Juni 2016 kehrte Long zur WWE zurück.
Theodore Long wurde 2017 in die WWE Hall of Fame aufgenommen.

## Auszeichnungen
- World Wrestling Federation/Entertainment

- Hall of Fame (Class of 2017)

- National Wrestling Alliance

- NWA Hall of Fame (2012)

- Pro Wrestling Illustrated

- Manager des Jahres (1990)

- Wrestling Observer Newsletter awards

- Worst Worked Match of the Year (2005) gegen Eric Bischoff bei Survivor Series 2005